# Uetsuka Shūhei

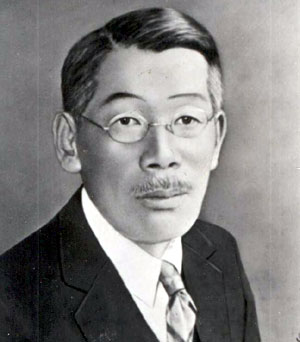
Uetsuka Shūhei

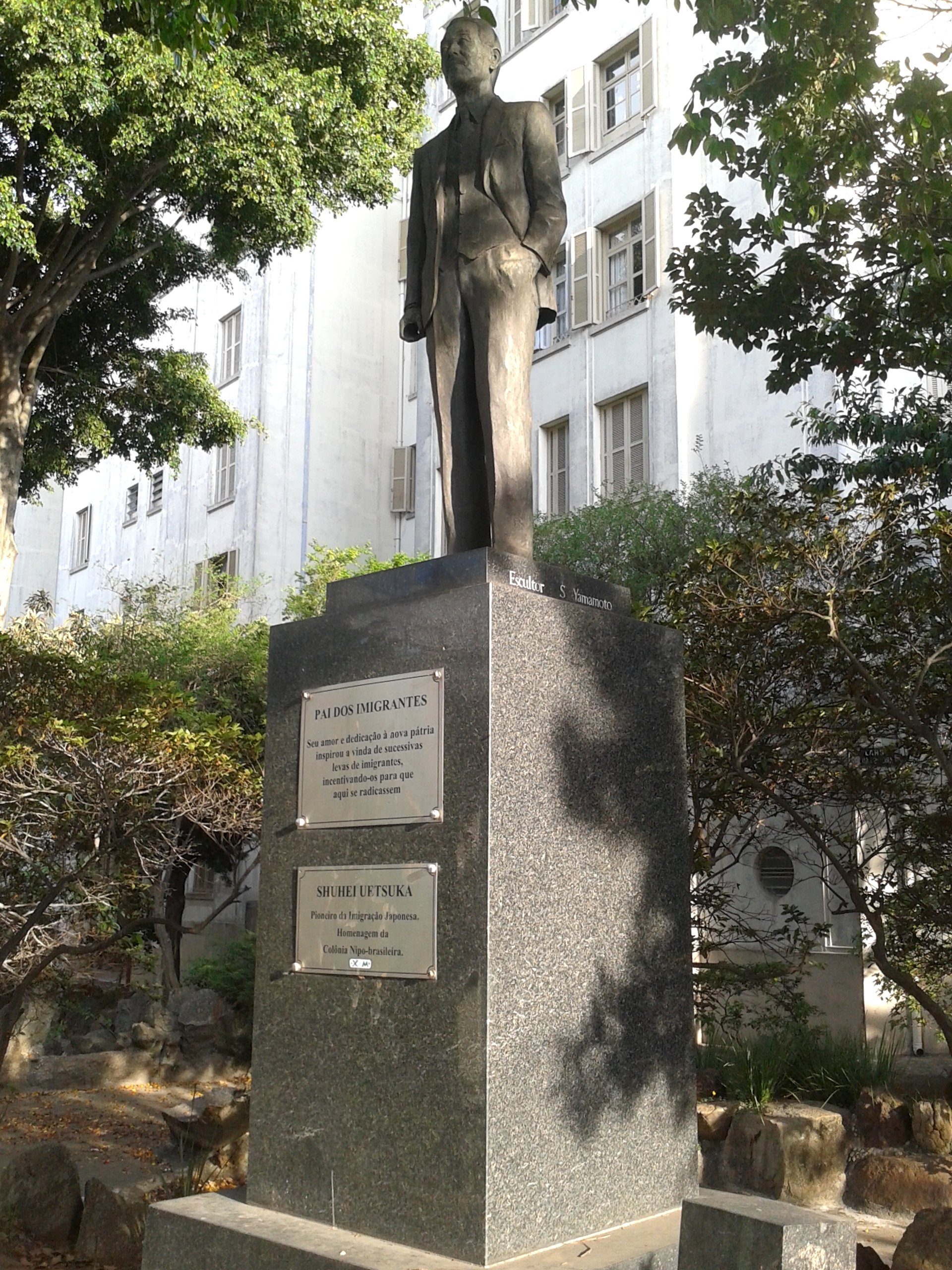
Uetsuka Denkmal

Uetsuka Shūhei (japanisch 上塚 周平; geboren 12. Juli 1876 in Sugiue (Präfektur Kumamoto); gestorben 6. Juli 1936 in Brasilien) war ein japanischer Siedler und Verwalter einer japanischen Kolonie in Brasilien. Er widmete sich der Verbesserung der Lebensumstände seiner Landsleute vor Ort.

## Leben und Wirken
Uetsuka Shūhei machte 1907 seinen Studienabschluss an der Universität Tokio. Im April 1908 reiste er mit den ersten 781 Auswanderern, die von Mizuno Ryō (水野 竜; 1853–1951) zusammen gebracht worden waren, auf dem in England gebauten Schiff „Kasato Maru“ (笠戸丸) nach Brasilien. Uetsuka, der mit der Haiku-Dichtung vertraut war, beschäftigte sich während der etwa zwei Monate dauernden Überfahrt damit, seinen Landsleuten das Haiku-Dichten beizubringen.
Nach der Ankunft beschloss Ueda, sein Hauptquartier in São Paulo einzurichten, und sich von dort aus, wenn notwendig, auch vor Ort auf dem Lande um alles zu kümmern. Es waren schwierige Zeiten, denn nicht alle Auswanderer bekamen gutes Ackerland. Anfang 1914 kehrte er nach Japan zurück und arbeitete an einem neuen Einwanderungsplan, den er jedoch nicht verwirklichen konnte.
Uetsuka gründete eine Kolonie, das heutige Promissão. Er war nicht nur der Verwalter dieser Kolonie, sondern kümmerte sich auch um den Rest seiner Landsleute in Brasilien. Zusammen mit Hoshina Kenichirō (星名 謙一郎; 1866–1926) startete er die sogenannte 85-Kleinkapitalbewegung, um den obdachlosen Bauern zu helfen. Als Persönlichkeit des öffentlichen Lebens widmete er sich der japanischen Auswanderung, indem er die „Noroeste Japanese Association“ gründete und gegen die „Zaihaku“ (在伯日本人同仁会), die medizinisch Versorgungseinrichtung der Japaner, kämpfte, mit der er unzufrieden war.
1933, anlässlich des 25. Jahrestages der Ankunft japanischer Einwanderer in Brasilien, wurde Uetsuka zusammen mit Mizuno mit Auszeichnungen geehrt. Er heiratete nie und lebte in Armut, bis er am 6. Juli 1935 an einer Krankheit starb. Bestattet ist er auf dem  Friedhof von Promissão.